# Komaki
Komaki è una città giapponese della prefettura di Aichi.
Qui risiede il Menard Art Museum, in italiano museo artistico Menadi.